# Wens Foodstuff Group
Wens Foodstuff Group (forenklet kinesisk: 温氏食品集团; traditionelt kinesisk: 溫氏食品集團; pinyin: Wēnshì Shípǐn Jítuán) er en kinesisk fødevarevirksomhed, der er specialiseret i svinekød. Virksomheden har hovedkvarter i Yunfu, Guangdong. Den er børsnoteret på Shenzhen Stock Exchange (300498.SZ). I 2018 havde de 1,2 mio. søer og producerede 22,3 mio. grise.